# (466676) 2014 WM213
(466676) 2014 WM213 es un asteroide perteneciente al cinturón de asteroides, descubierto el 4 de diciembre de 2005 por el equipo Spacewatch desde el Observatorio Nacional de Kitt Peak (Arizona, Estados Unidos).